# Occidenchthonius ventalloi
Espèce
Synonymes
- Chthonius ventalloi Beier, 1939

Occidenchthonius ventalloi est une espèce de pseudoscorpions de la famille des Chthoniidae.

## Distribution
Cette espèce est endémique du Pays valencien en Espagne,. Elle se rencontre dans la grotte Cova del Candil à Tous.

## Description
Le mâle décrit par Zaragoza en 2017 mesure 1,37 mm et les femelles de 1,29 à 1,52 mm.

## Publication originale
- Beier, 1939 : Die Pseudoscorpioniden-Fauna der iberischen Halbinsel. Zoologische Jahrbücher, Abteilung für Systematik Ökologie und Geographie der Tiere, vol. 72, p. 157–202.